# Diclidia sordida
Diclidia sordida es una especie de coleóptero de la familia Scraptiidae.

## Distribución geográfica
Habita en Arizona (Estados Unidos).